# 上田日本無線
上田日本無線株式会社（うえだにほんむせん）は、長野県上田市に本社を構える日清紡ホールディングスおよび日本無線のグループ会社で、情報・通信機器、医用電子機器の生産、販売を行うメーカである。
1942年に日本無線の部品工場として出発し、戦後になって分離独立した。

## 沿革
- 1949年10月1日 - 上田日本無線株式会社設立として発足。
- 2016年3月23日 - 株式交換により、日本無線株式会社の完全子会社化[2]。
- 2025年7月11日 -   電波法第24条の10第4号違反により、登録検査等事業者の登録を総務省により取り消される[3]。